# Сан Сатурнино (Ђенова)
Сан Сатурнино је насеље у Италији у округу Ђенова, региону Лигурија.
Према процени из 2011. у насељу је живело 94 становника. Насеље се налази на надморској висини од 213 м.